# آناندو برهما
آناندو برهما (به انگلیسی: Anando Brahma) فیلمی هندی محصول سال ۲۰۱۷ و به کارگردانی ماهی. وی راغاو است. در این فیلم بازیگرانی همچون تاپسی پانو، سرینیواسا ردی، ونلا کیشور و شاکالا شانکار ایفای نقش کرده‌اند.